# Sh2-155
Sh2-155 (nota anche come Nebulosa Grotta o C 9) è una nebulosa ad emissione visibile nella costellazione di Cefeo.

## Osservazione
Si individua quattro gradi a SSE della stella ι Cephei, non lontano dal confine con la costellazione di Cassiopea e da M52; si presenta come un oggetto molto debole, visibile con potenti strumenti oppure nelle foto a lunga esposizione.

## Caratteristiche
La nebulosa appare come un insieme disomogeneo di parti brillanti e nebulose oscure; la parte settentrionale è la meno oscurata e mostra i caratteristici colori rossastri tipici delle regioni HII. La parte meridionale è invece interessata da locali oscuramenti; la nebulosa oscura più notevole, che dà il nome Nebulosa Grotta al complesso, si trova nell'angolo ad ovest. A breve distanza da questa si trova una piccola nebulosa a riflessione, nota come LNB524, che circonda un gruppo di stelle di nona magnitudine. La distanza del complesso nebuloso è stimata sui 2400 anni luce dal Sistema Solare.

### Opere generali
- (EN) Stephen James O'Meara, Deep Sky Companions: The Caldwell Objects, Cambridge University Press, 2003, ISBN 0-521-55332-6.

### Carte celesti
- Tirion, Rappaport, Lovi, Uranometria 2000.0 - Volume I - The Northern Hemisphere to -6°, Richmond, Virginia, USA, Willmann-Bell, inc., 1987, ISBN 0-943396-14-X.
- Tirion, Sinnott, Sky Atlas 2000.0, 2ª ed., Cambridge, USA, Cambridge University Press, 1998, ISBN 0-933346-90-5.